# Wiesław Stanisław Wójcik
Wiesław Stanisław Wójcik (ur. 3 listopada 1953 w Koszalinie) – polski polityk, urzędnik samorządowy, poseł na Sejm I kadencji.

## Życiorys
Ukończył w 1978 studia administracyjne na Wydziale Prawa i Administracji Uniwersytetu im. Adama Mickiewicza w Poznaniu.
Należał do założycieli Kongresu Liberalno-Demokratycznego w województwie koszalińskim. Od 1991 do 1993 z ramienia KLD sprawował mandat posła na Sejm z okręgu koszalińsko-słupskiego. Był wiceprzewodniczącym Komisji Administracji i Spraw Wewnętrznych. W 1993 bez powodzenia ubiegał się o reelekcję. W 2001 kandydował do Sejmu z ramienia Platformy Obywatelskiej.
Od lat 90. zawodowo związany z administracją lokalną. Był m.in. kierownikiem koszalińskiego urzędu rejonowego i sekretarzem powiatu koszalińskiego.